# Stone the Crows
Stone the Crows – szkocki zespół blues-rockowy założony pod koniec 1969 roku w Glasgow.

## Historia

### Początki
Zespół powstał po tym jak wokalistka Maggie Bell została przedstawiona gitarzyście Lesowi Harveyowi przez jego starszego brata Alexa Harveya. Po wspólnym graniu w Kinning Park Ramblers, ich kolejny zespół Power został przemianowany na Stone the Crows (angielski [brytyjski-australijski] idiom oznaczający okrzyk zaskoczenia lub szoku) przez menadżera Led Zeppelin, Petera Granta. Zespół był współzarządzany przez Granta i Marka Londona. London był związany z Lulu jako współautor jej piosenki "To Sir With Love" i był również mężem menedżerki Lulu, Marion Massey. London zarządzał również poprzednikiem zespołu Cartoone, w którym Peter Grant miał finansowy udział i w którym grał Les Harvey na gitarze.

### Pierwszy skład
- Maggie Bell – śpiew
- Les Harvey – gitara
- Colin Allen – perkusja
- James Dewar – bas i śpiew
- John McGinnis – instrumenty klawiszowe

W tym składzie zespół nagrał w 1970 roku dwa albumy studyjne Stone the Crows oraz Ode to John Law dla wytwórni Polydor Records. Śpiew Maggie Bell był porównywany do stylu Janis Joplin, a ona sama była powszechnie uważana za najlepszą brytyjską wokalistkę rockową. W 1972 roku zdobyła nagrodę Top Girl Singer.

### Drugi skład i śmierć Lesa Harveya na scenie
John McGinnis i James Dewar opuścili zespół w 1971 roku, a ich miejsce zajęli Ronnie Leahy i Steve Thompson. W tym zestawieniu wydał w 1971 roku trzeci album Teenage Licks. Dewar później trafił do zespołu Robina Trowera (zmarł 16 maja 2002 roku na udar mózgu).
3 maja 1972 roku gitarzysta i współzałożyciel Les Harvey został śmiertelnie porażony prądem na scenie festiwalu Top Rank Suite w Swansea na oczach grupy i publiczności. Przewody do sprzętu grupy zostały podobno uszkodzone przez publiczność i chociaż ekipa techniczna próbowała naprawić szkody, przeoczyła luźny przewód uziemiający. Harvey został porażony prądem, gdy sięgnął po mikrofon, podczas gdy jego palce dotykały metalowych strun gitary. Pozostali muzycy, którzy próbowali go ratować, sami zostali porażeni i dopiero gdy ktoś kopnął jego gitarę, personel medyczny był w stanie udzielić mu pomocy. Po przybyciu do szpitala stwierdzono śmierć. Les Harvey w dniu śmierci miał 27 lat.
Jimmy McCulloch zastąpił głównego kompozytora Harveya na stanowisku gitarzysty. Po śmierci Harveya zespół ponownie rozważył swój kierunek rozwoju. W 1972 roku został wydany czwarty i ostatni album studyjny Ontinuous Perfomance, który osiągnął 33 miejsce na brytyjskiej liście przebojów.

### Po rozpadzie zespołu
Stone the Crows ostatecznie rozpadł się w czerwcu 1973 roku a Peter Grant nadal kierował karierą Maggie Bell. Pod opieką Granta, Bell później nagrała dwie płyty solowe Queen of the Night (1974) i Suicide Sal (1975) oraz album z zarządzanym przez Granta zespołem Midnight Flyer (1981). Bell jest również znana z pracy sesyjnej przy albumie Roda Stewarta Every Picture Tells a Story (1971), w szczególności z jej współwokalu ze Stewartem w tytułowym utworze. Gitarzysta Jimmy McCulloch dołączył do grupy Paula McCartneya Wings w 1974 roku (zmarł 25 września 1979 roku z powodu niewydolności serca wywołanym zatruciem morfiną i alkoholem w wieku 26 lat), natomiast perkusista Colin Allen do holenderskiej grupy Focus.

## Dyskografia

### Albumy studyjne
- Stone the Crows (1970)
- Ode to John Low (1970)
- Teenage Licks (1971)
- Ontinuous Perfomance (1972) – #33 UK[11]

### Albumy koncertowe
- The BBC Sessions – Volume 1 – 1969–1970 (1998)
- The BBC Sessions – Volume 2 – 1970–1971 (1998)
- Live Montreux 1972 (2002)
- Radio Sessions 1969-1972 (2009) (2CD)
- BBC Sessions 1969-1972 (2014) (2LP)